# Jean-Baptiste-Hubert Serruys
Pour les articles homonymes, voir Serruys.
Jean-Baptiste-Hubert Serruys est un bourgmestre d'Ostende.
Il fut également avocat et magistrat à la Cour de cassation. Il naquit à Thourout le 3 novembre 1754 et décéda à Bruxelles d'une attaque d'apoplexie le 6 novembre 1833.

## Sa carrière
Il s'établit à Ostende en 1780 afin d'y exercer la profession d'avocat.
Les fonctions politiques qu'il exerça à Ostende furent tour à tour :
- 1789, Greffier des orphelins et des consignations;
- 1790, Conseiller-pensionnaire de la Ville;
- 1793, Trésorier communal;
- 1815 à 1830 membre de la seconde Chambre des États-généraux des Pays-Bas;
- 1821 à 1831 bourgmestre d'Ostende;
- 1830, après la révolution belge, membre du Congrès national pour le district d'Ostende.

## Sa famille
Il avait épousé le 25 mai 1787) une gantoise Marguerite-Thérèse Maertens, qui lui donna trois fils :
- 1) Auguste Serruys (père de Georges Serruys, conseiller communal et représentant d'Ostende);
- 2) Jean Serruys, mort sans descendance;
- 3) Charles Serruys, mort sans descendance.

Jean-Baptiste-Hubert Serruys comptait parmi ses frères Jacques Serruys, négociant à Ostende, qui fut père de Henri Serruys, bourgmestre d'Ostende du 12 octobre 1836 au 31 décembre 1860.